# Hans Pexa
Hans Pexa (* 4. September 1919 in Hof bei Salzburg; † 9. Oktober 1996 in Puch bei Hallein) war ein österreichischer Politiker (SPÖ) sowie Angestellter. Er  war von 1949 bis 1969 Abgeordneter zum Salzburger Landtag, von 1964 bis 1969 Erster Landtagspräsident-Stellvertreter und von 1969 bis 1974 Landesrat in der Salzburger Landesregierung.

## Ausbildung und Beruf
Pexa besuchte nach der Volksschule drei Jahre lang ein Gymnasium und absolvierte daraufhin eine Lehre als Schneider im elterlichen Unternehmen. Er legte 1938 die Gesellenprüfung ab, kam noch im selben Jahr zum Reichsarbeitsdienst und leistete danach von 1938 bis 1945 seinen Militär- und Kriegsdienst im Zweiten Weltkrieg ab. Nach seiner Rückkehr aus der Kriegsgefangenschaft arbeitete Pexa 1945 als Sachbearbeiter bei der Bezirkshauptmannschaft Hallein und war danach von 1946 bis 1947 als Gemeindesekretär von Puch bei Hallein beschäftigt. Er war in der Folge von 1947 bis 1956 Angestellter der Bauarbeiterurlaubskasse und Angestellter der Arbeiterkammer Salzburg.

## Politik und Funktionen
Pexa begann seine politische Karriere 1949 als Mitglied der Gemeindevertretung der Gemeinde Puch bei Hallein. Er übernahm 1949 das Amt des Vizebürgermeisters und stieg 1954 zum Bürgermeister der Gemeinde auf. Von 1956 bis 1969 sowie von 1974 bis 1977 war er wieder einfaches Mitglied der Gemeindevertretung.
Innerparteilich war Pexa von 1964 bis 1967 als Bezirkssekretär der SPÖ Tennengau beschäftigt, danach war er von 1967 bis 1969 Landesparteisekretär der SPÖ Salzburg. Bereits 1945 war er der Sozialdemokratischen Partei beigetreten, wobei er zwischen 1949 und 1954 Ortsparteivorsitzender der Sozialdemokratischen Partei von Puch bei Hallein gewesen war. Des Weiteren wirkte er von 1949 bis 1953 sowie von 1956 bis 1965 als Bezirksparteivorsitzender der SPÖ Tennengau. Auf Landesebene hatte er zwischen 1949 und 1974 die Funktion eines Mitglieds des Landesparteivorstandes und des Landesparteipräsidiums der SPÖ Salzburg inne, wobei er zwischen 1972 und 1974 als stellvertretender Landespartei-Vorsitzender der SPÖ Salzburg innerparteilich sein höchstes Amt bekleidete. Des Weiteren war er von 1969 bis 1976 Mitglied des Bundesparteivorstandes der SPÖ.
Pexa engagierte sich des Weiteren von 1954 bis 1974 als Vorsitzender der „Arbeitsgemeinschaft sozialistischer Gemeindevertreter“ und wurde am 1. Dezember 1949 als Abgeordneter zum Salzburger Landtag angelobt. Er fungierte von 1959 bis 1966 als stellvertretender Klubvorsitzender der SPÖ-Landtagsfraktion und war von 1966 bis 1969 Klubvorsitzender. Er hatte zwischen dem 19. Juni 1964 und dem 13. Mai 1969 das Amt des Ersten Landtagspräsidenten-Stellvertreters inne. Danach war er vom 14. Mai 1969 bis zum 22. Mai 1974 Landesrat in  der Landesregierung Lechner IV und im Anschluss kurzfristig vom 22. bis zum 28. Mai 1974 nochmals Abgeordneter zum Salzburger Landtag.

## Auszeichnungen
- 1960: Goldenes Ehrenzeichen für Verdienste um die Republik Österreich[1]
- 1978: Goldenes Verdienstzeichen des Landes Salzburg